# James Gunn's PG Porn
Production
Diffusion
James Gunn's PG Porn est une web-série créée par les frères James Gunn, Brian Gunn et Sean Gunn. Il s'agit d'une série de parodies sur la pornographie, avec un événement humoristique se produisant juste avant le début supposé d'un acte sexuel pornographique. Chaque épisode associe un acteur grand public à une actrice ou un mannequin pornographique. Le slogan est "Pour les gens qui aiment tout ce qui concerne le porno… sauf le sexe".

## Fiche Technique
- Titre original : James Gunn's PG Porn
- Création : James Gunn, Brian Gunn et Sean Gunn
- Musique : Tyler Bates
- Production : James Gunn, Stephen Blackehart et Peter Safran
- Sociétés de production : Safran Digital Group et The Good Boys Productions
- Pays : États-Unis
- Langue : anglais
- Nombre d'épisodesː 8
- Duréeː 2-5 minutes

## Episodes
1. Nailing Your Wife
2. Peanus
3. A Very Peanus Christmas
4. Roadside Ass-istance
5. Squeal Happy Whores
6. Helpful Bus
7. High Poon
8. Genital Hospital

## Production
Le premier épisode web a été diffusé sur Spike.com. Spike a ensuite repris la série pour sept épisodes supplémentaires.
Selon Gunn, l'idée a été développée au début des années 2000, avant que les comédies à sketchs sur Internet ne deviennent populaires. Stephen Blackehart de The Good Boys Productions a produit la série avec Jake Zim et Peter Safran de Safran Digital Group (SDG) pour Spike.com.
Tous les épisodes sont réalisés par James Gunn et la musique est signée Tyler Bates. Le cinquième épisode n'est pas hébergé sur Spike.com. D'après James Gunn, c'est "parce que le directeur de Spike Network s'est mis en colère à cause de la violence du contenu et l'a retiré du site". La vidéo était disponible sur le site web de Gunn.
En 2010, la chaîne Canal+ a produit un remake de la série, intitulé Du hard ou du cochon !.